# Campionati italiani di ski cross 2023
I Campionati italiani di ski cross 2023 si sono svolti a Passo San Pellegrino il 5 aprile. Il programma ha incluso sia la gara femminile che la gara maschile. 
Trattandosi di competizioni valide anche ai fini del punteggio FIS, vi hanno partecipato anche sciatori di altre federazioni, senza che questo consentisse loro di concorrere al titolo nazionale italiano.

## Risultati

### Uomini
| Pos. | Atleta           | Nazione |
| ---- | ---------------- | ------- |
| 1    | Simone Deromedis | Italia  |
| 2    | Yanick Gunsch    | Italia  |
| 3    | Dominik Zuech    | Italia  |
| 4    | Edoardo Zorzi    | Italia  |

### Donne
| Pos. | Atleta                   | Nazione  |
| ---- | ------------------------ | -------- |
| 1    | Jole Galli               | Italia   |
| 2    | Lin Nakanishi            | Giappone |
| 3    | Amelia Rigatti di Grazia | Italia   |
| 4    | Desi Rizzoli             | Italia   |
| 5    | Nathalie Bernard         | Italia   |